# 星闪
星闪（英語：NearLink，也称SparkLink）是一种无线电短距离通信技术，目前其标准由國際星闪联盟（iSLA, International SparkLink Alliance）制定、維護和规范。星闪联盟于2020年9月22日由华为牵头成立，截至2023年9月，联盟会员单位已超过300家，包括家電行业、机构、汽车工厂、芯片和模组厂家、应用厂商、ICT企业和科研单位、實驗室儀器製造商、測試認證公司等均投入該市場。
2022年11月4日，星闪联盟发布星闪无线短距通信1.0标准，该标准具有两类接入技术模式，即基础接入和低功耗接入技术模式，用以综合传统无线技术（如藍牙和Wi-Fi）的特点，并增进时延、功耗、覆盖和安全等方面的要求。首款搭载星闪技术的产品是Mate 60系列手机，由华为于2023年8月29日发布。
星闪采用循环前缀正交頻分复用（Cyclic Prefix-OFDM）波形以解决各种应用面临的延迟问题，该波形具有极短的框架结构和灵活的时间域资源调度方案，使传输延迟可降低至约20微秒。此外，星闪采用極化碼和混合式自動重送請求（HARQ）方案，以支援对可靠性要求高的应用，例如，自动装配线等工业闭环控制应用的可靠性要求至少为 99.999%。

## 历史
2020年9月22日，星闪联盟成立，负责制定和规范星闪无线短距通信技术。
2021年底，星闪1.0系列标准制定完成，构建了基于星闪接入层、基础服务层和基础应用层在内的核心端到端架构。
2022年11月4日，星闪联盟产业峰会正式发布了星闪1.0标准，定制SLB（星闪基础接入技术）和SLE（星闪低功耗接入技术）两类技术，并发布《星闪无线短距通信技术（SparkLink 1.0）产业化推进白皮书》。
2023年8月4日，华为在开发者大会上正式发布星闪无线短距通信技术，为鸿蒙互联提供新的通信连接方式。
2023年8月29日，搭载了星闪技术的华为Mate 60系列手机发布。 
2023年在9月25日，华为秋季全场景新品发布会上，发布支持星闪生態的产品包括华为MatePad Pro 13.2英寸平板、M-Pencil第三代手写笔和FreeBudsPro 3耳机等。

## 系统架构
星闪技术的系统架构主要包括物理层、数据链路层和网络层。
1. 物理层是星闪技术的核心层，它主要负责高频信号的传输和接收。
2. 数据链路层主要负责数据的打包和解包，以及数据的校验和纠错。
3. 网络层主要负责数据的路由和转发，从而确保数据能够正确地传输到目标地址。

## 技术模式
星闪技术涵盖两种接入技术模式，概念類似於Bluetooth 4代後的分類系統，但性能均較高，分别是“低功耗接入技术”模式（SparkLink Low Energy，简称“SLE”）和“基础接入技术”模式（SparkLink Basic, 简称“SLB”）。後者的速度更能匹敵Wi-Fi。
- 低功耗接入技术模式主要面向低功耗、低时延、高可靠性的应用场景，如无线耳机、鼠标、车钥匙等；数据传输率可达12Mbps，相当于蓝牙2.0的近6倍；支持双向空口时延250微秒，256用户同时接入，及低于2mA的电流；
- 基础接入技术模式专注于高速率、高容量、高精度的应用场景，例如视频传输、大文件共享、精准定位等。数据传输率可达1.2Gbps，相当于Wi-Fi的2倍；支持空口时延20微秒，及4096用户同时接入。

## 模组
| 星闪模组H383U                                                                             | 星闪模组H383S                                                                              |
| 尺寸                                                                                      | 尺寸                                                                                       |
| ----------------------------------------------------------------------------------------- | ------------------------------------------------------------------------------------------ |
| 12.00mm X 12.00mm X 2.2mm                                                                 | 12.20mm X 13.00mm X 1.8mm                                                                  |
| 支持协议                                                                                  |                                                                                            |
| 支持802.11b/g/n/ax，支持BLE，支持星闪，USB通讯接口，支持WiFi和BLE共存，支持WiFi和星闪共存 | 支持802.11b/g/n/ax，支持BLE，支持星闪，SDIO通讯接口，支持WiFi和BLE共存，支持WiFi和星闪共存 |